# توكاي (آيتشي)
توكاي (باليابانية: 東海市 توكاي-شي) مدينة تقع ضمن محافظة آيتشي في اليابان، تأسست في 4/1/1969، بلغ عدد تعداد سكانها في 1 يناير – 2008 حوالي 106708 مساحتها الإجمالية حوالي 43.36 كم٢ لتصبح كثافة سكانها 2461 نسمة لكل كيلو متر مربع.

## المناخ
يظهر الجدول التالي التغييرات المناخية على مدار السنة لتوكاي:
| البيانات المناخية لـتوكاي              | البيانات المناخية لـتوكاي | البيانات المناخية لـتوكاي | البيانات المناخية لـتوكاي | البيانات المناخية لـتوكاي | البيانات المناخية لـتوكاي | البيانات المناخية لـتوكاي | البيانات المناخية لـتوكاي | البيانات المناخية لـتوكاي | البيانات المناخية لـتوكاي | البيانات المناخية لـتوكاي | البيانات المناخية لـتوكاي | البيانات المناخية لـتوكاي | البيانات المناخية لـتوكاي |
| الشهر                                  | يناير                     | فبراير                    | مارس                      | أبريل                     | مايو                      | يونيو                     | يوليو                     | أغسطس                     | سبتمبر                    | أكتوبر                    | نوفمبر                    | ديسمبر                    | المعدل السنوي             |
| -------------------------------------- | ------------------------- | ------------------------- | ------------------------- | ------------------------- | ------------------------- | ------------------------- | ------------------------- | ------------------------- | ------------------------- | ------------------------- | ------------------------- | ------------------------- | ------------------------- |
| الدرجة القصوى °م (°ف)                  | 16.8 (62.2)               | 20.2 (68.4)               | 24.9 (76.8)               | 29.9 (85.8)               | 32.3 (90.1)               | 36.2 (97.2)               | 38.7 (101.7)              | 39.2 (102.6)              | 38.8 (101.8)              | 30.1 (86.2)               | 26.1 (79.0)               | 21.3 (70.3)               | 39.2 (102.6)              |
| متوسط درجة الحرارة الكبرى °م (°ف)      | 9.5 (49.1)                | 10.5 (50.9)               | 14.1 (57.4)               | 20.1 (68.2)               | 24.3 (75.7)               | 27.4 (81.3)               | 31.2 (88.2)               | 32.9 (91.2)               | 28.6 (83.5)               | 23.3 (73.9)               | 17.6 (63.7)               | 12.2 (54.0)               | 21.0 (69.8)               |
| المتوسط اليومي °م (°ف)                 | 4.9 (40.8)                | 5.6 (42.1)                | 8.9 (48.0)                | 14.4 (57.9)               | 18.9 (66.0)               | 22.6 (72.7)               | 26.4 (79.5)               | 27.8 (82.0)               | 24.2 (75.6)               | 18.3 (64.9)               | 12.5 (54.5)               | 7.3 (45.1)                | 16.0 (60.8)               |
| متوسط درجة الحرارة الصغرى °م (°ف)      | 0.7 (33.3)                | 1.2 (34.2)                | 4.1 (39.4)                | 9.2 (48.6)                | 14.0 (57.2)               | 18.6 (65.5)               | 22.7 (72.9)               | 23.9 (75.0)               | 20.4 (68.7)               | 14.1 (57.4)               | 8.0 (46.4)                | 2.8 (37.0)                | 11.7 (53.1)               |
| أدنى درجة حرارة °م (°ف)                | −6.3 (20.7)               | −6.2 (20.8)               | −3.5 (25.7)               | −0.2 (31.6)               | 5.8 (42.4)                | 11.9 (53.4)               | 16.6 (61.9)               | 16.6 (61.9)               | 11.1 (52.0)               | 4.0 (39.2)                | −0.8 (30.6)               | −3.7 (25.3)               | −6.3 (20.7)               |
| الهطول مم (إنش)                        | 45.7 (1.80)               | 62.0 (2.44)               | 114.5 (4.51)              | 123.5 (4.86)              | 149.9 (5.90)              | 200.5 (7.89)              | 173.9 (6.85)              | 119.7 (4.71)              | 236.7 (9.32)              | 137.9 (5.43)              | 82.2 (3.24)               | 43.2 (1.70)               | 1٬489٫6 (58.65)           |
| ساعات سطوع الشمس الشهرية               | 157.6                     | 163.6                     | 186.5                     | 197.0                     | 183.8                     | 144.4                     | 164.6                     | 208.9                     | 158.5                     | 164.8                     | 156.1                     | 161.9                     | 2٬052٫1                   |
| المصدر: وكالة الأرصاد الجوية اليابانية |                           |                           |                           |                           |                           |                           |                           |                           |                           |                           |                           |                           |                           |

## معرض صور

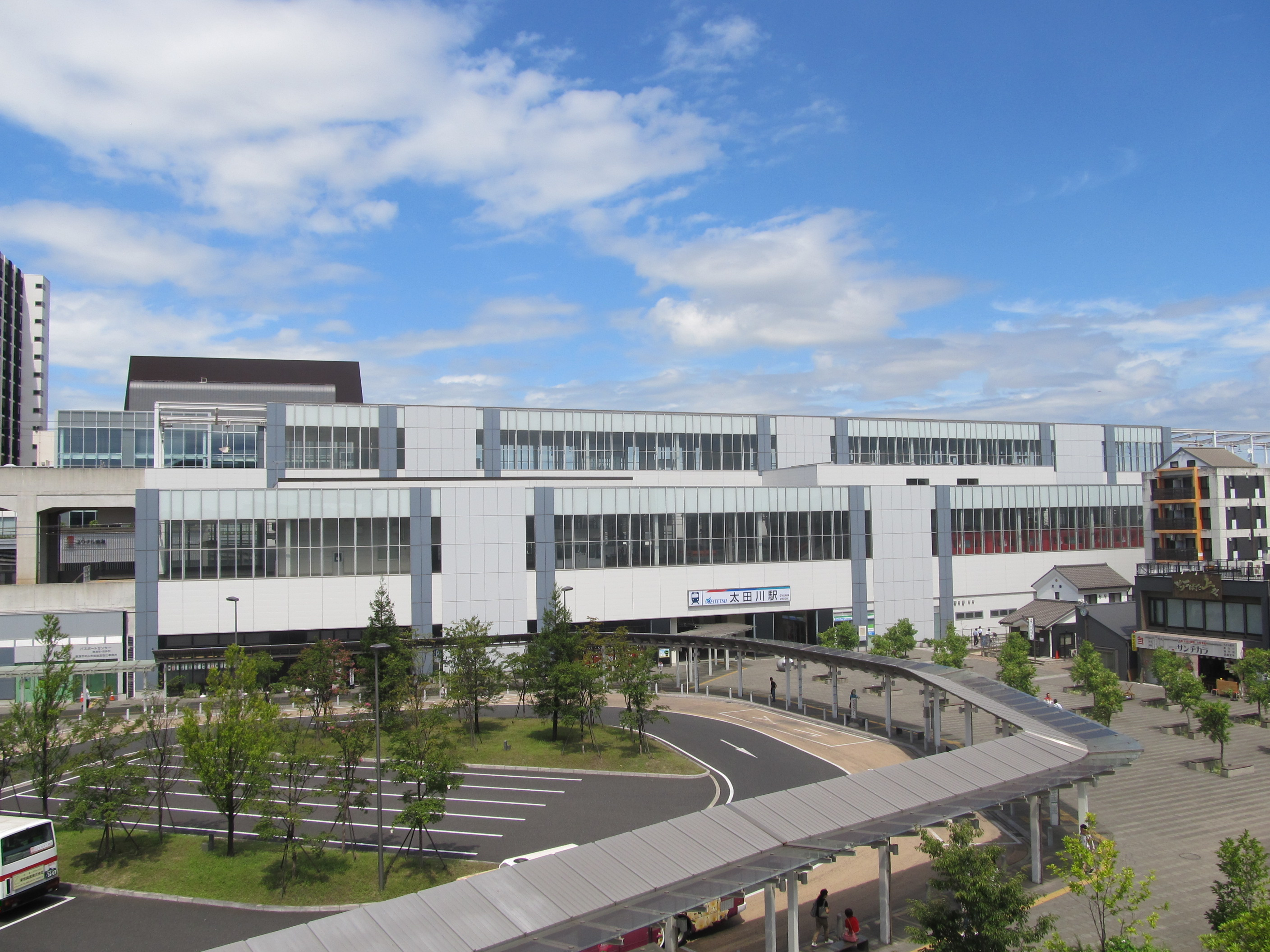
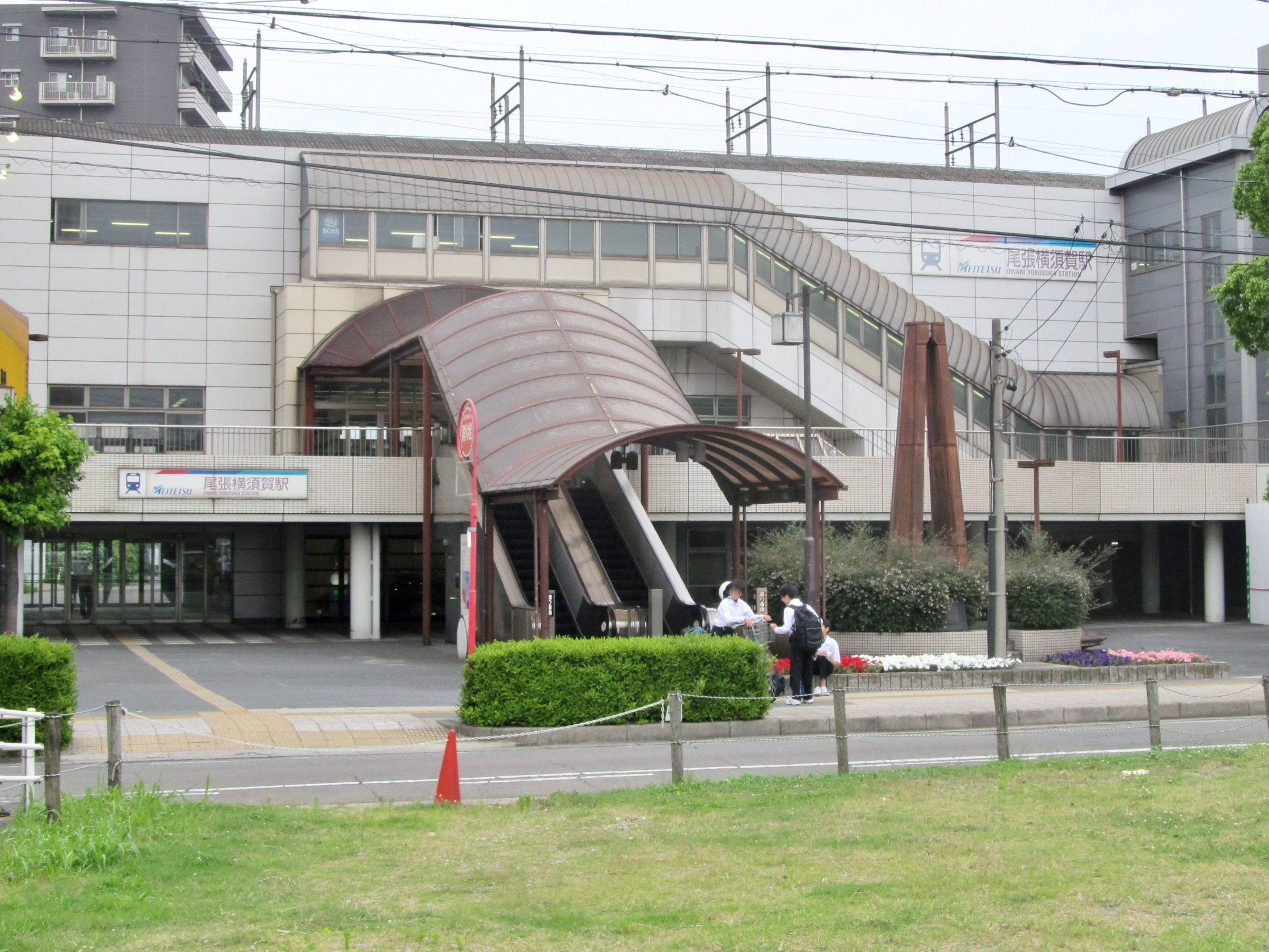
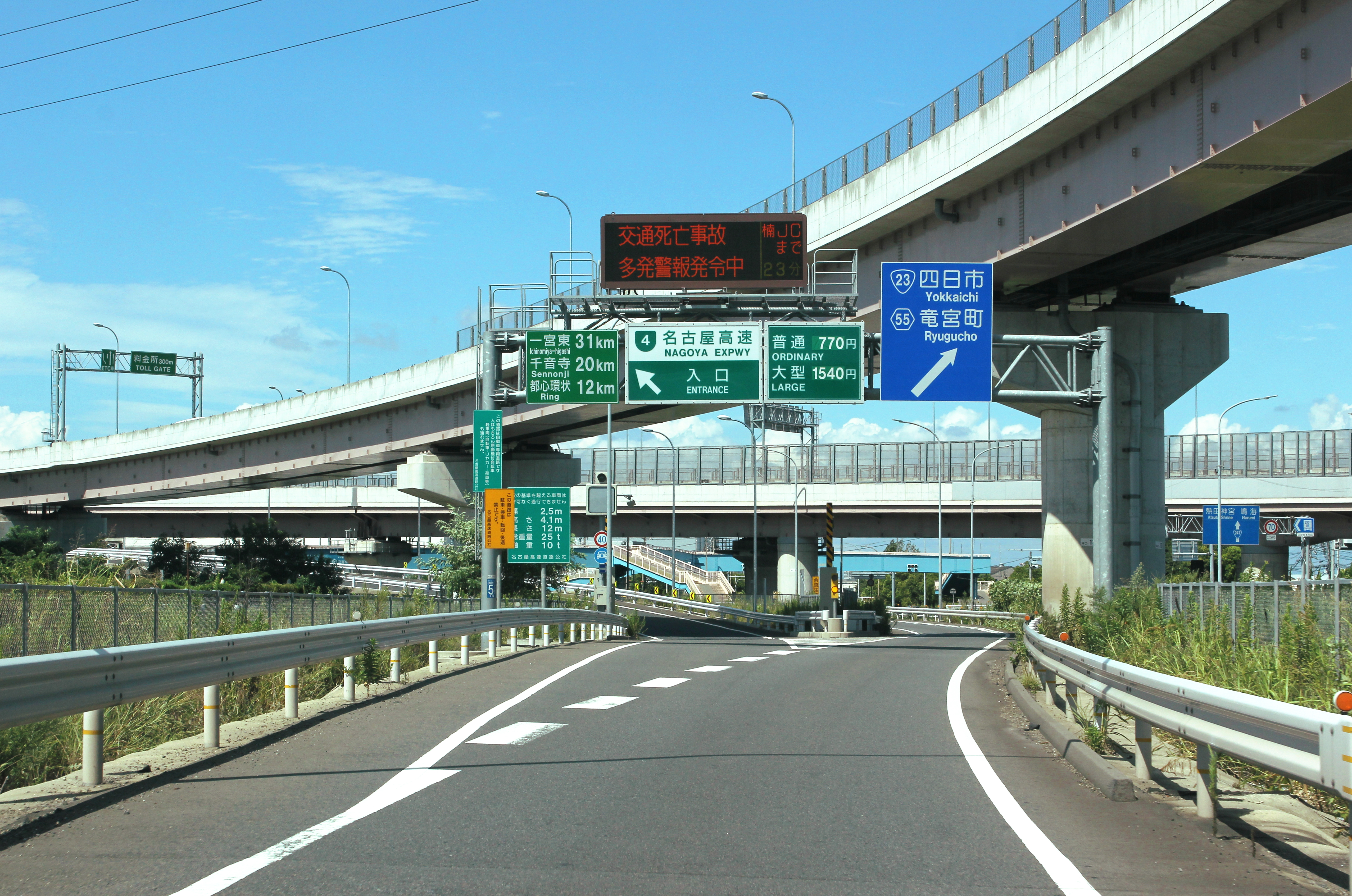
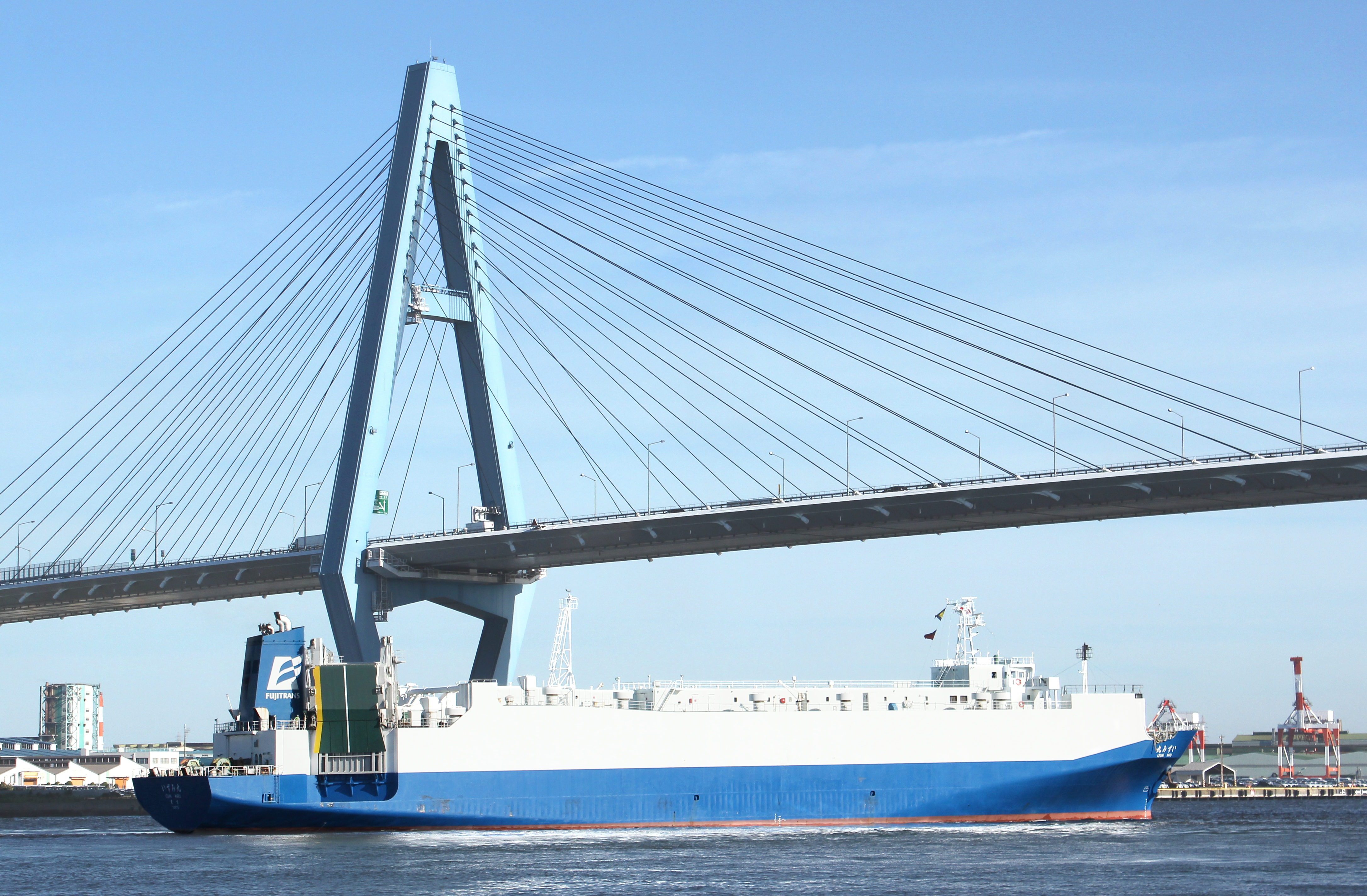
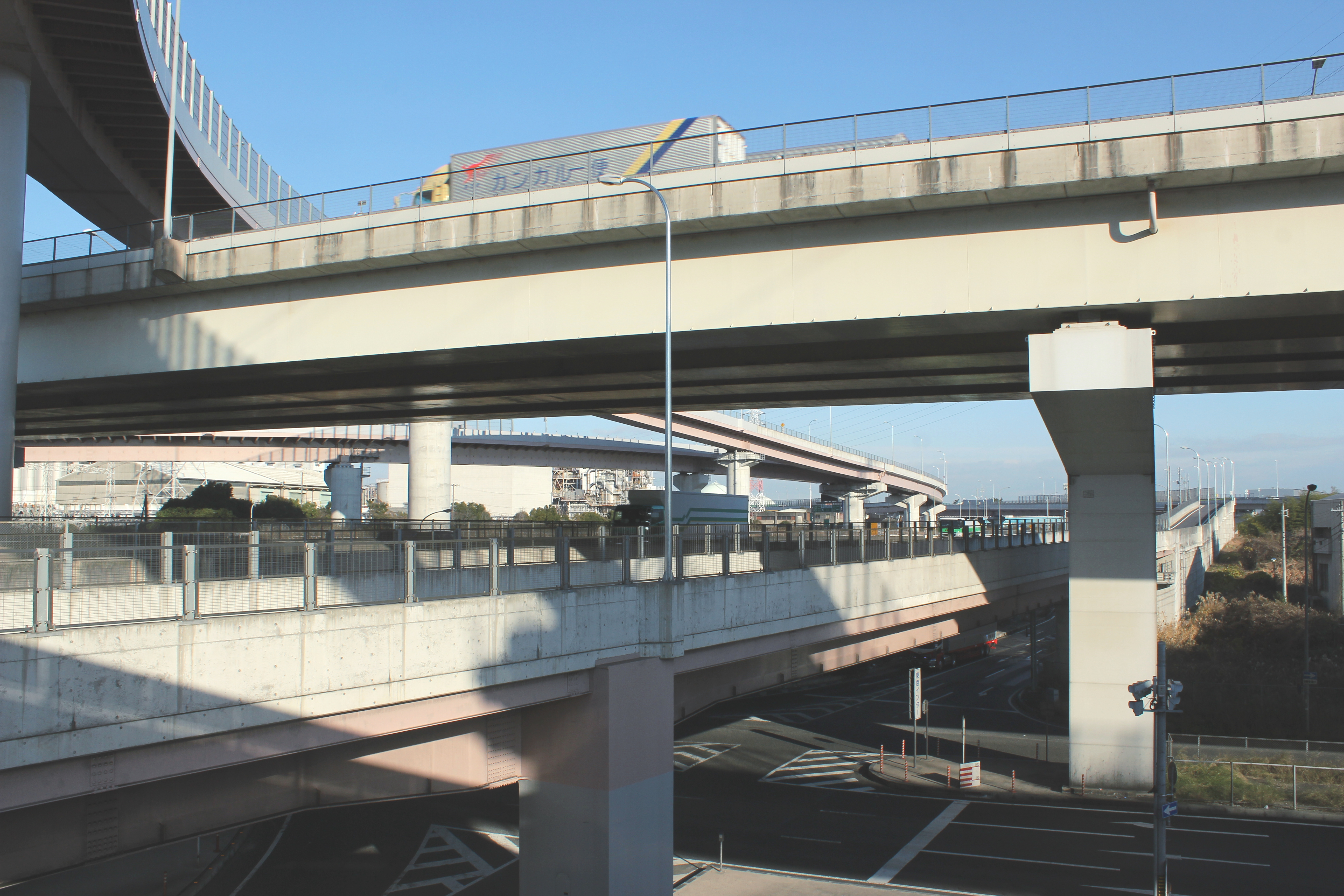

## أعلام
- ناويا توميتا